# (182222) 2000 YU1
2000 واي يو 1 (ويعرف أيضًا باسم (182222) 2000 واي يو 1 وفق تسمية الكوكب الصغير) (بالإنجليزية: 2000 YU1)‏ هو كويكب ضمن حزام الكويكبات؛ وترتيبه 182222 من حيث الاكتشاف.
اكتُشف هذا الجُرم الفلكي بواسطة بريت جلادمان في 16 ديسمبر 2000.

## وصلات خارجية
- (182222) 2000 YU1 في قاعدة بيانات مختبر الدفع النفاث لأجرام النظام الشمسي الصغيرة

- الاكتشاف · مخطط المدار ·  العناصر المدارية · المعلمات المادية

- (182222) 2000 YU1 على موقع ويكي سكاي: DSS2, SDSS, GALEX, IRAS, Hydrogen α, X-Ray, Astrophoto, Sky Map, Articles and images